# Sojuz TM-24
Sojuz TM-24 je označení ruské kosmické lodi, ve které odstartovala ke ruské kosmické stanici Mir mise, jejímž úkolem byla výměna části posádky. Byla to 27. expedice k Miru. Na palubě byla Claudie André-Deshays, první Francouzka ve vesmíru.

## Posádka

### Startovali
- Valerij Korzun (1)
- Alexandr Kaleri (2)
- Claudie Haigneréová (tehdy André-Deshaysová) (1) ESA

### Přistáli
- Valerij Korzun (1)
- Alexandr Kaleri (2)
- Reinhold Ewald (1) ESA

V závorkách je uveden dosavadní počet letů do vesmíru včetně této mise.